# Языки Мадагаскара
Малагасийский язык малайско-полинезийского происхождения является разговорным на всём острове. Официальными языками Мадагаскара являются малагасийский и французский. Мадагаскар также входит в членство Франкофонии, а французский язык является разговорным среди образованного населения этой бывшей французской колонии.
В первой Конституции 1958 года малагасийский и французский были названы официальными языками Малагасийской Республики.
Никаких официальных языков не отмечено в Конституции 1992 года. Вместо этого малагасийский язык назван национальным языком; однако, многие источники по-прежнему утверждают, что малагасийский и французский языки были официальными языками (де факто). В апреле 2000 года гражданин принёс судебное дело на том основании, что публикация официальных документов на французском языке является неконституциональной. Высший Конституциональный Суд наблюдал в своём решении, что в отсутствии закона о языках, французский язык до сих пор носил характер официального языка.
В Конституции 2007 года малагасийский остаётся национальным языком, в то время как официальные языки повторно были введены: малагасийский, французский и английский. Мотивация для включения английского языка частично улучшает отношения с соседними странами, когда английский используется и поощряется прямыми иностранными инвестициями. Английский был удалён, как официальный язык, из конституции, одобреной избирателями на Референдуме (ноябрь 2010). Эти результаты не признаются политической оппозицией Мирового сообщества, которое ссылается на нехватку прозрачности и открытости в организации выборов Высшей переходной администрации Мадагаскара.